# Smithville (Georgia)
Smithville è una città degli Stati Uniti d'America, situata in Georgia, nella Contea di Lee.